# Rubén Héctor Sosa
Rubén Héctor Sosa (Las Parejas, 1936. november 14. – 2008. szeptember 13.) argentin válogatott labdarúgó.
Az argentin válogatott tagjaként részt vett az 1959-es ecuadori és az 1959-es argentin Dél-amerikai bajnokságon, illetve az 1962-es világbajnokságon.

## Sikerei, díjai

### Játékosként
Racing Club
- Argentin bajnok (3): 1959, 1960, 1962

Argentína
- Dél-amerikai bajnok (1): 1959